# 鈴江俊郎
鈴江 俊郎（すずえ としろう、1963年 - ）は、日本の劇作家、演出家、俳優。office 白ヒ沼代表。
大阪府大阪市出身。大阪府立千里高等学校、京都大学経済学部卒業、京都大学大学院農学研究科農林経済学専攻修士課程中退。近畿大学文芸学部助教授、桐朋学園芸術短期大学演劇専攻准教授を歴任。
劇作、演出、役者、照明を手がける製作者。京都の舞台芸術活性化のため「京都舞台芸術協会」の設立に参加するなど積極的な活動を行っている。戯曲は英語、ドイツ語、ロシア語、インドネシア語に翻訳され海外でも上演されている。元日本劇作家協会」京都支部長。

## 経歴
- 高校時代には野球部に所属していた。
- 大学在学中に劇団そとばこまちに入団するが3ヶ月で退団し、同じく退団した仲間とともに「劇団その1」を結成、演劇活動を始める[1]。
- 1989年『区切られた四角い直球』で、第4回テアトロ・イン・キャビン戯曲賞を受賞 。
- 1993年「劇団八時半」を結成。京都を拠点に活動。
- 1994年より、松田正隆、土田英生と編集部を結成して戯曲創作雑誌『LEAF』を発行。
- 1995年『零れる果実』で、第2回シアターコクーン戯曲賞を受賞。同年『ともだちが来た』で、第2回OMS戯曲賞受賞。
- 1996年『髪をかきあげる』で、第40回岸田國士戯曲賞受賞。
- 2003年『宇宙の旅、セミが鳴いて』で、文化庁芸術祭賞大賞を受賞。
- 2007年11月「劇団八時半」の活動を休止。同年12月に「office 白ヒ沼」を設立。
- 2017年より愛媛県西条市に移住し、ぶどう農家のかたわら演劇活動を続けている[2]。